# Mike Beebe
Mickey Dale Beebe, detto Mike (Amagon, 28 dicembre 1946), è un politico statunitense, Governatore democratico dell'Arkansas dal 2007 al 2015.